# Erik Lindqvist
Erik Josef Lindqvist (Stoccolma, 20 maggio 1886 – Stoccolma, 17 settembre 1934) è stato un velista svedese, vincitore della medaglia d'argento ai Giochi olimpici di Stoccolma 1912 nella classe 12 metri a bordo dell'imbarcazione chiamata Ema Signe.

## Palmarès
- Giochi olimpici

Stoccolma 1912: argento nei 12 metri.